# Banche del Liechtenstein
Le Banche del Liechtenstein hanno goduto per molti anni del più rigoroso segreto bancario, attirando molti ingenti capitali esteri. Per questo motivo sono riuscite a diventare una delle attività economiche più rilevanti. 
Successivi accordi hanno di molto attenuato il segreto bancario, ma i dati dei depositi restano elevati. Il settore bancario produceva circa il 20% del PIL e il 7% dell'occupazione.

## Storia
Il Principato del Liechtenstein fino alla prima guerra mondiale era strettamente legato all'Austria di cui adottava la moneta,  la Corona austro-ungarica, e il sistema bancario. Dopo il crollo della corona austriaca il Liechtenstein è entrato nell'Unione doganale con la Svizzera nel 1923 e dal 1924 ha adottato il franco svizzero come moneta, ma nel 1928 la Sparkasse del Liechetenstein fallì, azzerando così le disponibilità del Tesoro. La situazione economica del paese era resa difficile anche dalla conseguenza dei gravi danni di una inondazione del 1927 e da operazioni speculative che avevano scosso la credibilità dello stato. Un elemento positivo fu introdotto dalla legge bancaria allora emanata che cercò di attrarre con successo, con il più rigoroso anonimato, capitali dall'estero.
Nel secondo dopoguerra una accorta legislazione fiscale contribuì ad aumentare l'importanza del sistema bancario 
Le banche aderiscono alla Liechtenstein Bankers Association, con sede a Vaduz, che ne cura gli interessi e ha promosso un autonomo fondo di garanzia. Le banche hanno avuto nel 2013 un buon risultato economico.
Questo è l'elenco delle banche presenti nello stato del Liechtenstein:
- Bank Alpinum
- Bank Frick
- Bank von Ernst
- Bank Vontobel
- Banque Pasche
- Centrum Bank
- Hypo Group Alpe Adria
- Hypo Investment Bank
- Kaiser Ritter Partner Privatbank
- LGT Bank
- Liechtensteinische Landesbank
- Neue Bank
- Raiffeisen Bank
- Verwaltungs- und Privat-Bank
- Volksbank (banca popolare)

## Statistiche

### Dati di bilancio
|  |

|  |

|  |

|  |

|  |

|  |

|  |

|  |

|  |

|  |

|  |

### Numero dipendenti
|  |

|  |

|  |

|  |

|  |

|  |

|  |

|  |

|  |

|  |

|  |

Fonte: Amt für Statistik, Principato del Liechtenstein.